# Madis Kõiv
Madis Kõiv (Tartu, 1929. december 5. – Tartu, 2014. szeptember 24.) észt író, filozófus, fizikus.

## Élete
Madis Kõiv Dél-Észtország különböző településein járt iskolába, a võro nyelvterületen. 1948-ban érettségizett Tartuban, majd 1948 és 1953 között fizikát tanult a tartui egyetemen. 1953 és 1961 között a tallinni műszaki egyetemen tanított. 1961 és 1991 lözött az Észt Tudományakadémia Fizikai Intézetében kutatóként dolgozott, az utolsó öt évben vezető beosztásban. Szakterülete a nukleáris fizika volt.
1992-től kezdve filozófiai előadásokat tartott a tartui egyetemen. Emellett egy munkacsoportot vezetett, amely Ludwig Wittgenstein Tractatus logico-philosophicus című művét fordította észt nyelvre.

## Színpadi művei
A szovjet korszakban irodalmi műve alig jelentek meg, ez azonban nem annyira a közvetlen cenzúrán, mint inkább a szerző érdektelenségén múlt. Filozófusként és fizikusként meg akarta őrizni függetlenségét, és nem válni a rendszer részévé. Első irodalmi próbálkozásai az 1960-as években kezdődtek, de első művei csak 1978-ban és 1984-ben jelentek meg, ezek olyan színpadi művek voltak, amelyeket más szerzőkkel (Aivo Lõhmus, Hando Runnel, Vaino Vahing) közösen alkotott. Első színpadi bemutatójára 1982-ban került sor: a Vaino Vahinggal közösen írt Faehlmann című darabját a tartui egyetem fennállásának 350. évfordulója alkalmából tartott ünnepségeken adták elő. Ez volt Kõiv egyetlen műve, amit még a szovjet korszakban mutattak be, ha nem számítjuk ide az 1991. elején színpadra állított darabokat, amikor ugyan Észtország formálisan még a Szovjetunió része volt augusztusig, de az éneklő forradalom során már lényegesen eltávolodott tőle.
Észtország függetlenségének helyreállítása után Kõiv műveit egyre gyakrabban adták elő. Az 1990-es években az ő drámái uralták az észt színpadokat; ebben az évtizedben tizenhárom ősbemutatója volt. Ugyanakkor drámáit színházellenesnek és játszhatatlannak tartják, mert a szerző nem foglalkozott a színpad technikai lehetőségeivel, és olyan őrült jeleneteket írt, amelyeket módosítás nélkül nem lehetett színpadra vinni.
Műveinek különleges értéke a filozófiai mélységben rejlik, amelyet nagyon eleven nyelvezettel kombinált. Gyakran használta a dél-észtországi tájnyelvet. Számos darabja híres belföldi és külföldi személyiségekkel foglalkozi. Így például a Filosoofipäev ('A filozófusok napja') című darabban Immanuel Kant, Johann Gottlieb Fichte és Gottfried Wilhelm Leibniz jelennek meg, illetve Kant szolgája Martin Heideggert idézi. Máskor a szereplői észt írók, például Ernst Enno (Las olla pääle/'Hadd legyen') vagy Friedrich Robert Faehlmann. Nem ritkán más szerzők munkáját veszi alapul, így például Thomas Mann Varázshegye alapján írt Võlumägi vagy az E. Th. A. Hoffmann műve nyomán készült Kuradieliksiir vagy az Oskar Luts regényét feldolgozó Tali.

## Díjai és kitüntetései
- 1983: Juhan Smuul-díj
- 1991, 1993, 2005 és 2014: Friedebert Tuglas-novelladíj
- 1991: Bernard Kangro irodalmi díj
- 1994: Az Észt Köztársaság kulturális díja
- 1995: Juhan Smuul-díj
- 1997: Észtország Újjászületéséért díj
- 1998: A Tartui Kulturális Alap éves díja
- 1999: Az Észt Kulturális Alap(wd) díja (színpadi művek)
- 1999: Nemzeti Címerrend, IV. osztály
- 2002: Eesti Rahvuskultuurifondi aastapreemia
- 2006: Az Észt Kulturális Alap díja (esszék)
- 2008: Az Észt Kulturális Alap díja (életmű)
- 2010: Tartu város díszpolgára

## Műveinek jegyzéke

### Tudományos művei
Madis Kõiv mintegy 50 tudományos publikációval rendelkezi a magfizika és filozófia területén:
- Harish-Chandra matrics for arbitrary spin, in: TA Toimetised 19 (1970), Nr. 1.
- (társszerző) Hodograph transformations and hodograph invariant differential equations, in: TA toimetised 28 (1979), Nr. 4.
- (társszerző) Generalized deformations of nonassociative algebras, in: Hadronic Journal. 3 (1979), Nr. 1.
- (társszerző) On the conditions for definiteness of energy and charge, in: Journal of Physics A 16 (1983).
- (társszerző) Two-dimensional equations with field-space-time symmetry: conservation laws and invariance groups, in: Algebras, Groups and Geometrics 3 (1986).
- (társszerző) A second look at the Rarita-Schwinger theory, in: Journal of Mathematical Physics 34 (1993).
- (társszerző) Measurement of time in nonrelativistic quantum and classical physics, in: TA Toimetised Füüsika, Matemaatika 50 (2001).
- Was ist des Esten Philosophie. Metafilosoofiline mõtisklus, in: Akadeemia 11/1999, 12/1999, 1/2000, 2/2000, 3/2000, 4/2000.

### Emlékiratok, regények, esszék
- Rännuaastad. Studia memoriae I. Tallinn: Õllu 1994.
- Kähri kerko man Pekril. Studia Memoria II. Võru: Võru Instituut 1999.
- Kolm tamme. Studia memoriae III. Tallinn: Õllu 1995.
- Aken. Tallinn: Õllu 1996.
- Kalad ja raamatud. Studia memoriae IV. Tallinn: Õllu 1998.
- Attika apooria, Elea tragöödia. Tartu: EYS Veljesto Kirjastus 2000.
- Keemiline pulm: Autobiographia cryptika. Tartu: Akkon 2002.
- Päev.. Tartu: Akkon 2004.
- Luhta-minek. Tartu: Ilmamaa 2005.
- Uudisjutte tegelikust ja võimalikest maailmadest; nägemused ja uned. Tallinn: Loomingu Raamatukogu 1-3/2013.
- Koolipoisid ja füüsikud. Tartu: Ilmamaa 2014.

### Színpadi művek
Két tucat színpadi művét, amelyeket 1982 és 2008 között mutattak be, eredetileg nem vagy csak szórványosan adták ki. 2006 és 2010 között négy kötetben jelentek meg Näidendid I-IV címen.

## Fordítás
- Ez a szócikk részben vagy egészben  a   Madis Kõiv című német Wikipédia-szócikk ezen változatának fordításán alapul.  Az eredeti cikk szerkesztőit annak laptörténete sorolja fel. Ez a jelzés csupán a megfogalmazás eredetét és a szerzői jogokat jelzi, nem szolgál a cikkben szereplő információk forrásmegjelöléseként.